# Thảm sát Hin Heup
Thảm sát Hin Heup là vụ quân Pathet Lào thảm sát 14 thường dân H'Mông tại cầu Hin Heup vào cuối tháng 5 năm 1975.

## Diễn biến
Ngày 29 tháng 5 năm 1975, khoảng 10.000 người H'Mông đã cố gắng đi qua cầu Hin Heup để đến Viêng Chăn. Khi họ định vượt qua cầu thì bị lực lượng Pathet Lào dùng súng cối, M16 và lưỡi lê bắn tới tấp vào hàng người phía trước. Nhiều người tỏ ra hoảng sợ vội nhảy xuống sông để trốn tránh hỏa lực của toán quân này, đến cuối vụ thảm sát đã có 14 dân thường thiệt mạng và hơn 100 người bị thương.